# 達拉斯鎮區 (北卡羅萊納州加斯頓縣)
達拉斯鎮區（英語：Dallas Township）是位於美國北卡羅萊納州加斯頓縣的一個鎮區。

## 地方資料
達拉斯鎮區的面積為151.25平方千米，皆為陸地。根據2020年美國人口普查的數據，當地共有人口23896人，而人口密度為每平方千米157.99人。